# Евгений (Зёрнов)
Митрополит Евгений (в миру Семён Алексеевич Зёрнов; 18 января 1877, Москва — 20 сентября 1937, 7-е Бидаикское отделение Карагандинского ИТЛ, Карагандинская область) — епископ Православной российской церкви, митрополит Горьковский и Арзамасский.
Причислен к лику святых Русской православной церкви в августе 2000 года. Прославляется 26 января/8 февраля и 7/20 сентября.

## Биография
Родился 18 января 1877 года в семье диакона.
Окончил Заиконоспасское духовное училище. В 1898 году окончил Московскую духовную семинарию.
8 марта 1900 года пострижен в монашество с именем Евгений. 5 апреля рукоположён в сан иеродиакона. 25 марта 1902 года рукоположён во иеромонаха.
В 1902 году окончил Московскую духовную академию со степенью кандидата богословия.
С 12 августа 1902 года преподаватель обличительного богословия, истории и обличения русского раскола и местных сект в Черниговской духовной семинарии. Член совета Братства во имя святого князя Михаила Черниговского. В 1902—1904 годах являлся заведующим библиотекой-читальней, руководителем и организатором религиозно-нравственных чтений для народа, проходивших в здании братства.
С 4 августа 1904 года — инспектор Черниговской духовной семинарии.
15 марта 1906 года назначен ректором Иркутской духовной семинарии и 25 марта возведён в сан архимандрита.
С 1907 года одновременно председатель епархиального училищного совета, член Иркутского комитета Православного миссионерского общества, Российского географического общества, Братства во имя святителя Иннокентия, Благовещенского отдела Императорского православного палестинского общества, комитета по удовлетворению духовных нужд переселенцев, редактор «Иркутских епархиальных ведомостей».
В 1910 году основной докладчик на Иркутском миссионерском съезде.

## Архиерейское служение
С 20 января 1913 года — епископ Киренский, викарий Иркутской епархии.
С 11 июня 1914 года — епископ Приамурский и Благовещенский.
Награждён набедренником (1904), орденами Святой Анны II степени (1908), Святого Владимира IV (1911) и III (1914) степени.
Участник Поместного собора Православной российской церкви 1917—1918 года, участвовал в 1-й сессии, член II, III, V, IX, X, XI отделов.
В феврале 1918 года вернулся в епархию. В 1919 году подчинился Высшему временному церковному управлению (ВЦУ) Сибири. Архиепископ, временно управляющий Владивостокской епархией, противостоял распространению обновленчества.
В письме 9 июля 1923 года из Благовещенска на имя патриарха Тихона сообщал, что на Дальнем Востоке остаётся на кафедре только он, но и ему угрожает насильственное удаление, ибо ВЦУ присылает на его место какого-то лжеархиепископа Даниила, «которого и будет водворять, Вы конечно знаете, кто …ВЦУ меня увольняет на покой, но я не признаю сего учреждения и его распоряжений, посему должна начаться борьба, которая наверно окончится моим поражением, ибо среди духовенства есть предатели. В общем, я борюсь давно, но и давно в этой борьбе одинок: соседние кафедры праздны, нет православного епископа во Владивостоке, Чите, Иркутске, Якутске и на Камчатке». Сведений о патриархе Евгений не имел; спрашивал, организовался ли и может ли в чём его поддержать… «У нас в подвале уже давно сидят 3 священника за нежелание вступить в „Живую Церковь“, сидели и в Хабаровске многие из клира и всё же там пока присланный от ВЦУ живоцерковник успеха не имеет…».
В 1923 году, в ночь под Успение Богородицы после всенощного бдения был арестован за «участие в укреплении власти правительства Колчака» во время Гражданской войны, что вызвало массовый протест верующих, которые были разогнаны властями. Этапирован в Читу, затем — в Москву, где был временно освобождён под подписку о невыезде.
21 мая 1924 года был включён в постоянный состав Синода при патриархе Тихоне, но в это время был уже приговорён к трём годам заключения и с 22 февраля находился в Соловецком лагере особого назначения. Был избран старшим епископом среди соловецких архиереев, активно участвовал в составлении «Памятной записки соловецких епископов» (обращения к правительству СССР от православных епископов Соловецких островов с призывом нормализовать отношения между государством и церковью на основе невмешательства в дела друг друга). В 1927 году был отправлен на поселение в Усть-Куломский уезд автономной области Коми (Зырян).
Поддержал Декларацию 1927 года митрополита Сергия (Страгородского).
После освобождения, 13 августа 1930 года был назначен архиепископом Белгородским, но из-за отказа в регистрации со стороны советских властей это решение было отменено. Через год, в 1931 году стал архиепископом Котельническим, временно управляющим Вятской епархией.
В 1932 году награждён крестом на клобук, участвовал в зимней сессии Синода.
С 8 сентября 1933 года — архиепископ Вятский и Слободской; с 3 мая 1934 года — митрополит Горьковский и Арзамасский.
Пользовался большим авторитетом у паствы, был всегда тактичен и спокоен, много проповедовал. Его богослужения отличались величием, покоем и благоговением.

## Последний арест и мученическая кончина
В мае 1935 года был арестован и обвинён в том, что «будучи Митрополитом Горьковского края, в течение 1934—1935 гг. использовал в контрреволюционных целях церковный амвон, произнося в ряде церквей г. Горького и прилегающих районов проповеди антисоветского содержания в целях внедрения в массу контрреволюционных идей». Виновным себя не признал, заявив, что «все мною произнесенные проповеди были исключительно религиозно-нравственного содержания».
Непосредственным поводом для ареста владыки были события 1 мая 1935 года, когда Пасха совпала с пролетарским праздником. Выходившие из храма, где служил митрополит, сотни православных невольно «отвлекли граждан от участия в первомайской демонстрации». Более того, сам владыка не стал ждать после службы, пока демонстранты разойдутся, а поехал по улицам домой в белом клобуке. В ответ на советы доброжелателей обождать, чтобы не привлечь к себе внимания, митрополит заметил: «Что нам бояться… Надо Бога бояться». Такие действия власти восприняли как вызов. 4 ноября 1935 года был приговорён Особым совещанием НКВД СССР к трём годам лагерей. Срок отбывал в Бидаикском отделении Карагандинского ИТЛ.
7 сентября 1937 года арестован в лагере, обвинён вместе с другими соузниками в том, что они «находясь в КАРЛАГе, систематически проводили контрреволюционную агитацию среди заключенных (нелегальные моления, распространение к[онтр]/р[еволюционных] акафистов и молитв, служение панихид), разлагательно действовали на трудовую дисциплину». Виновным себя не признал. Приговорён к расстрелу постановлением тройки НКВД по Карагандинской области от 20 сентября 1937 года и в тот же день расстрелян.

## Канонизация и почитание
При подготовке канонизации новомучеников и исповедников, совершённой РПЦЗ в 1981 году его имя было внесено в черновой список поимённый новомучеников исповедников российских. Поимённый список новомучеников и исповедников РПЦЗ был издан только в конце 1990-х годов, но имя митрополит Евгения, наряду с другими сторонниками митрополита Сергия (Страгородского) туда включено не было.
На Архиерейском соборе Русской православной церкви в августе 2000 года был причислен к лику святых как новомученик.
9 февраля 2017 года в посёлке Лебединый Алданского района состоялось учредительное собрание будущего прихода в честь священномученика Евгения (Зернова).